# Guillermo Roffés
Guillermo Roffés (5 de marzo de 1991 en Córdoba, Argentina) es un futbolista argentino profesional surgido de las divisiones menores del Club Atlético Huracán, en Argentina.

## Clubes
| Club                  | País      | Año       |
| --------------------- | --------- | --------- |
| Club Atlético Huracán | Argentina | 2009-2012 |